# Râul Bohodei
Râul Bohodei este un curs de apă, afluent al râului Aleu. Cascada Bohodei este un punct de atracție turistică de pe acest râu.

### Hărți
- Harta munții Bihor-Vlădeasa  Arhivat în 9 iunie 2008, la Wayback Machine.
- Harta munții Apuseni